# 弘仁寺 (北京西安门)

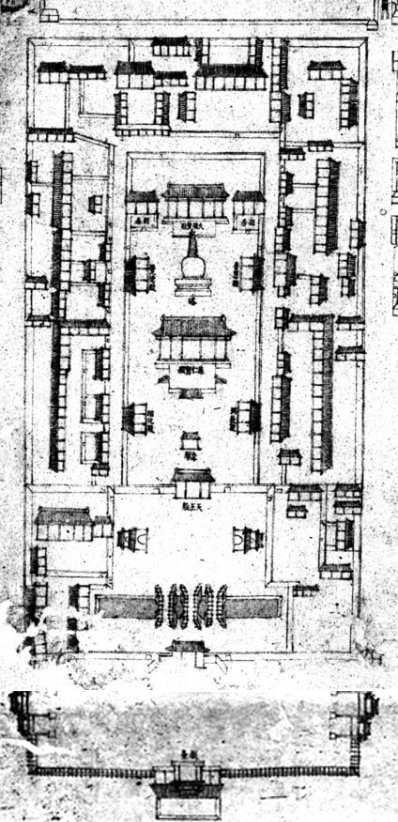
《乾隆京城全图》中的弘仁寺

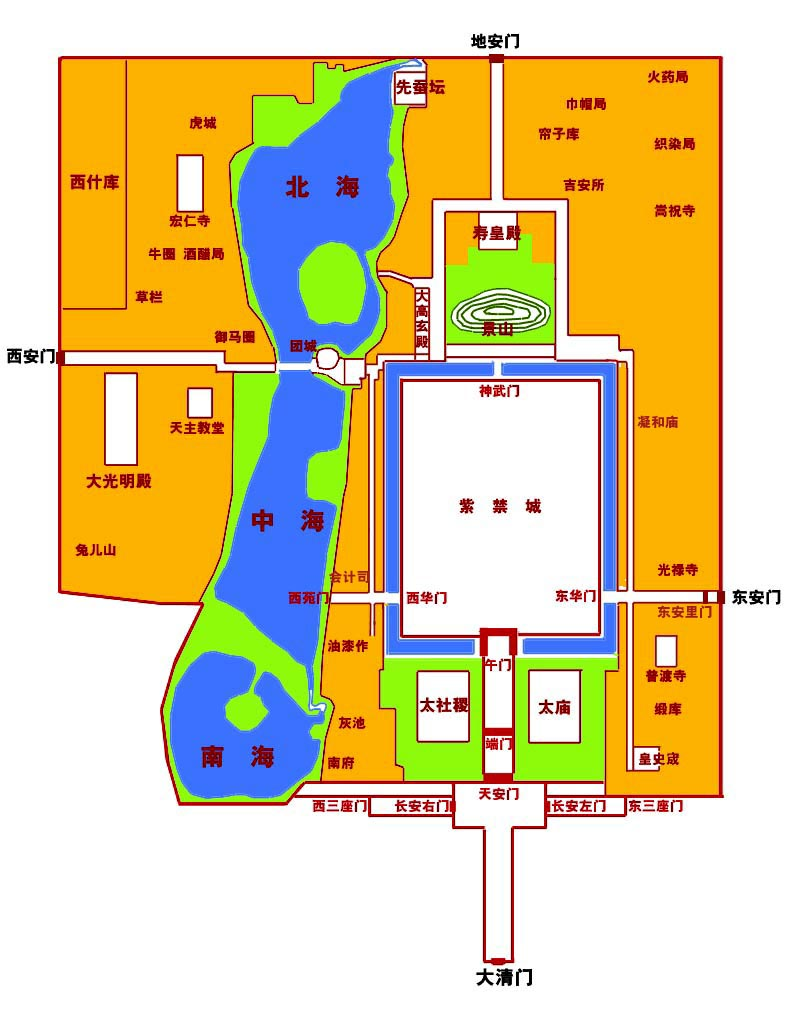
清朝北京皇城地图，图中北海西侧标有弘仁寺

弘仁寺，俗称旃檀寺，是清朝北京西安门内的一座藏传佛教寺庙，于1900年在八国联军进攻北京时被焚毁，今已无遗迹存在，其原址位于今爱民街东侧，北海公园以西，原中华人民共和国国防部大院内，中国人民解放军第三〇五医院以北。

## 历史
弘仁寺位于北海西岸，其址明朝时为“清馥殿”。清康熙四年（1665年）改建为佛教寺庙。
《钦定日下旧闻考·卷四十一·皇城三》载：
增：弘仁寺，在太液池西南岸。（《城册》）臣等谨按：弘仁寺地最爽朗，即明清馥殿旧基。康熙五年改建为寺，迎旃檀佛像居之，恭勒圣祖御制碑记。又六十年，圣祖御制旃檀佛西来历代传祀记。乾隆二十五年，皇上发帑重修，恭勒御制重修碑文。正殿额曰“祇林妙相”，后楼额曰“云荫楼”，皆皇上御书。
增：弘仁寺前树二坊，东曰“广恩敷化”，西曰“普度能仁”。入寺数武，白石甃方池上跨三梁，绿荷出水，朱鱼吹藻，其西作龙首，自墙外汲太液水贯注之。池北天王殿，殿东西分峙两楼以悬钟鼓。再进为慈仁宝殿，左曰“弼教”，右曰“翊化”。又进为大宝殿，左曰“觉徳”，右曰“普慧”。旃檀佛像高五尺，鹄立上视，后瞻若仰，前瞻若俯，衣纹水波，骨法见其表，左手舒而直，右手舒而垂，肘掌皆微弓，指微张，而肤合三十二相中鹅王掌也。勇猛、慈悲、精进、自在，以意求之皆备。相传为旃檀香木，扣之声铿鍧若金石，入水不濡，轻如髹漆，晨昏寒暑，其色不一，大抵近于沉碧。万历中，慈圣太后始傅以金。（《金鳌退食笔记》）臣等谨按：弘仁寺正殿及后楼额皆御书，已详见前条。其余坊殿诸额名俱仍旧，惟普慧、觉徳二殿额左右易置耳。
原：优填王勅国出巧匠，会以牛头旃檀作佛像，形供养晨夕礼拜。是时，波斯国王闻优填王作佛像供养，亦召巧匠，语以如来形体，当以真金作佛像形，即令紫磨作如来相，亦五尺余。时阎浮提中始有二像也。（《增益阿含经》）
原：佛九十日在忉利天为母说法时，优填王思佛，请目犍连神通摄匠人俾雕佛匠，六雕得三十二相，惟释摩梵音像雕不得。（《传灯録》）
原：京师旃檀佛以灵异著闻海宇，王侯公相士庶妇女捐金庄严，以丐福利者岁无虚日。故老相传云，其像四体无所倚，著人君有道，则至其国。国初时，尚可通一线无碍，今则不然矣。（《辍耕录》）
原：旃檀佛像，元自仁智殿奉迎于万安寺之后殿，百四十余年迎于庆寿寺，至嘉靖十七年居百二十余年，因寺回禄，表闻于上，奉迎于鹫峰寺至今。万历二十五年丁酉，居五十八年。计自优填王造像之岁，当穆王十二年辛卯，至今万历丁酉，凡二千五百八十余年。（《瑞祥来仪记》）
以上四条原在城市门，今移改。
增：圣祖《御制弘仁寺碑文》：
朕惟佛教之兴，其来已久，使人迁善去恶，阴翊徳化不可忽也。兹旃檀像自佛初成道刻表以来，屡著灵异，尤当景崇。今特择景山西之善地创建殿宇，于康熙四年十月二十七日自鹫峰寺迁移供奉，配以菩萨从神，为宗社永呵护生民祈福佑威仪不逺资瞻礼焉是用，勅名“弘仁”，勒诸贞珉，以志不朽云。
增：圣祖《御制旃檀佛历代传祀记》：
朕闻佛法诱善惩恶，有禆世教，故历代尊崇，流传灵异，厥迹甚著。按元翰林学士程巨夫《旃檀佛像记》，佛道成思报母恩，遂升忉利天为母说法，优填王欲见无由，乃刻旃檀为像。佛自忉利复下人间，见所刻像，摩顶受记曰：“我灭度千年后，汝往震旦，广利人天。”自是，像在西土一千二百八十余年，龟兹六十八年，凉州一十四年，长安一十七年，江南一百七十三年，淮南三百六十七年，复至江南二十一年，汴京一百七十六年，北至燕京供圣安寺十二年，又北至上京大储庆寺二十年，南还燕宫内殿五十四年。元丁丑岁三月，燕宫火，复还圣安寺五十九年。至元十二年乙亥，迎供万寿山仁智殿。二十六年己丑，迁大圣寿万安寺后殿。又按明万历间释绍乾《瑞像来仪记》，明初自万安寺迁庆寿寺，嘉靖十七年寺焚，迁鹫峯寺一百二十八年。康熙四年，创建弘仁寺，自鹫峯寺迎供至今，又五十七年矣。计自优填王造像之岁，当周穆王十二年辛卯，至康熙六十年辛丑，凡二千七百一十余年。昭昭瑞像，肇自西方，流传中土，光明莹洁，今古常存。考历代之往迹，昭新创之宏规，勒诸贞珉，以记盛事，垂之永久，用志不朽云。
增：皇上《御制重修弘仁寺碑文》
弘仁寺者，康熙四年奉勅所建，移供鹫峯寺旃檀瑞相于斯。我皇祖再世如来，现转轮王相，以金仙象教流传，资翊治化，因而逺溯灵踪，俾人天广利，迄今垂及百年。丹雘之焕者，日以剥，龙象之狞者，日以削。敬惟閛岁，为圣慈七旬大庆，今岁又朕五十诞辰，思所以绳宝构祝鸿禧者，爰以孟陬之吉，出内府帑，重加修葺。阅八月讫工，展礼为赞，有瑞纪庚辰，重轮奂奇，从辛卯肇胚胎之句，盖志实也。朕惟君子体仁则为弘世尊，阐仁则为能彼弟子之未臻，师学者尚不识何为弘而何为能，有似与仁背驰，宜乎儒者之辟为异端矣。我皇祖内外一如，本末共贯六十一年，深仁厚泽，普被苍生，则其弘也为何如，抑其能也为何如。此寺之建，岂徒以人天福徳供养世尊已哉。经言，世尊具三十二相，八十种好，然若以色见声求，即毘首天匠徒劳画炭，无有似处。设诸净信一，举念皈依，亦得即覩百千万亿化身，所谓即心即佛，不可言同，何况云异。而彼优填王橅笵瑞相，譬如日光月光，本来圆满，一切众生，扣盘扪钥，今将与操荧爝者求羲驭，曷若引金燧以晞阳，将与挹涓勺者拟望舒，曷若悬芳诸而衍润。矧尔时授记真容威徳自在。乃者胜旛法鼓庄严端好，非谓与诸天宝网种种供养无二无别。以是助宣圣教永阐慈仁，即现无量寿身而为说法，则犹我皇祖上为宗社延庥，下为苍黎祈佑之志，而瑞相因缘详著皇祖御铭者，此不复书。
增：乾隆二十五年《御制重修弘仁寺敬赞旃檀宝相》：
忉利天宫去复回，旃檀摩顶记如来。自兹震旦辉佛日，不尽恒沙演法雷。瑞记庚辰重轮奂，奇从辛卯肇胚胎（释绍乾《瑞相记》优填王造像之岁，当周穆王辛卯之年云）。惟无量寿福无量，敛锡敷思遍九垓。
增：乾隆三十九年《御制过弘仁寺瞻礼作》：
飞来舎卫国，灵迹孰能详。如是相好在，经过瞻礼常。当春忍草秀，不夜慧灯光。设绎弘仁义，吾尤勉未遑。
臣等谨按：弘仁寺御制诗，谨绎有关纪述者，恭载卷内，余不备录。
原：程巨夫《旃檀佛像记》：
盖闻道非有像作易者，必拟诸形容，法本皆空，度世则蹔资，于色相谓如指空为镜，不若以镜而喻空，即树占风，将使识风而忘树，是以双林付嘱舎利以凡圣而遍分，千辐经行足迹亘古今而长在，非炫神通于幻境，实开方便于迷津，所谓由目以会心，即心而印佛者也。按《大藏功徳经》，佛升忉利天度夏三月为母摩耶说法，尔时优填王常怀渇仰而不得见，勅彼国内巧工造佛形像礼拜供养，毘首羯磨天化为匠者，即白王言，但我工巧世中为上，王即选择香木肩自负荷，持与天匠操斧斵木，其声上彻三十三天，至佛会所，以佛神力声所及处，众生罪垢烦恼皆得消除。又观《佛三昧经》，佛升忉利天既久，优填王不胜慕恋，铸金为像，闻佛当下，以象载之，仰候世尊，犹如生佛，乃遥见佛足步虚空，蹈双莲花，放大光明，佛语像言，女于来世大作佛事，我灭度后，我诸弟子付嘱于女，然则万影沈江，如如不异，孤光透隙，一一皆圆，夫岂择地而容，盖亦随缘而应望，默林而止渇，靡不同沾，泛竹叶以言归，谁堪共载。

惟我圣天子道跻往圣慈等觉皇祝长乐之春秋，恒依佛地，企如来之岁月，坐阅人天，爰命集贤大学士李衎与昭文馆大学士头陀大宗师溥光等，大海云寺住持长老某，大庆寿寺住持长老智延，大原教寺住持讲主某，大崇恩福元寺住持讲主徳谦，大圣寿万安寺住持都坛主徳严，大普庆寺住持讲主某，绪究毘尼经典，讨论瑞相源流，乃有阿阁鹓鸾法筵龙象五千四十八卷，历刼藏心，十方三世诸尊宿生摩顶，莫不恪承渊旨，同述胜因曰：释迦如来，净饭王之太子，生于甲寅四月八日，是为成周昭王二十四年。既生七日，佛母摩耶夫人往生忉利。至昭王四十二年壬申，太子十九弃位出家修道。至周穆王三年癸未，道成八年辛卯思报母恩，遂升忉利天为母说法。优填王欲见无从，乃刻旃檀为像，目犍连虑有缺谬，躬摄三十二匠升天审谛三返乃得其真。既成，国王臣民奉之犹佛。是年，佛自忉利复下人间，此像躬迎低头问讯，佛为摩顶受记：我灭度千年之后，女往震旦，广利人天。由是，像居西土一千二百八十五年，龟兹六十八年，凉州一十四年，长安一十七年，江南一百七十三年，淮南三百六十七年，复至江南二十一年，汴京一百七十六年，北至燕京居今圣安寺十二年，又北至上京大储庆寺二十年，南还燕宫内殿居五十四年。大元丁丑岁三月，燕宫火，尚书省舒穆噜公迎还圣安，居五十九年。而当世祖皇帝至元十二年乙亥，遣大臣博啰等备法仗羽驾音伎四众，奉迎居于万寿山仁智殿，丁丑建大圣寿万安寺，二十六年己丑，自仁智奉迎居于寺之后殿马。元贞元年乙未，成宗皇帝亲临奉供，大作佛事。计自优填造像至今，奉诏纂述之岁，是为延佑三年丙辰，二千三百有七年。噫，四大海中，顿觉业风之息一弹指顷，不知贤刼之过，嘉与涵灵，从兹安隠。

于是集贤大学士陈灏以述上闻，有旨授臣巨夫，俾为之记。臣谨奉诏言曰：粤自古初，圣人教民，报本返始，而祭祀之礼居其一，庙则木为之主，飨则孙为之尸，及其后也，乃有像设焉，而不知其所从始。由斯观之，其原于梵俗也。与夫佛为世中尊，又何俟于赞。然欲知佛之为佛，不当于其身，而况于其似。然茍不自其外而求之，又将无所措其力。是故佛虽多训，然往往自即其身以言，盖因以卜人心进退之兆，若于其麤者，犹惓惓不怠焉。则其进也殆，庶几乎此佛之意也。陛下考百王之度，酌羣言之藴，上以惇孝，下以施仁，靳于厚天下者无所不用其极，至于规人于善足以辅吾政教之所不逮者，亦以天下之心为心而从之，而非若彼内祠秘祝者之为也。夫以金石之悍坚，犹未能必其可久，今以一木之为而绵历，独若此然，则佛之自卫者固甚周，而人之奉佛也，抑岂手足之功哉。于以见人心之仁，推诸四海而准，而性善之说，果不诬矣。嗟夫，遡沿二千年有奇，至于陛下，然后发徳音，纪鸿烈，非缓也。熙明之治，至是而始隆，虽典祀之外，犹必以斯文文之也。然则化之渐被者广矣，不其盛与。记洛阳之伽蓝，笔多惭于董史，颂西方之无量，心共祝于尧年。莫测真如，徒欣圣际，谨记。（《雪楼集》）
原：刘迎《旃檀像诗》
我昔游京师，稽首礼瑞像。堂堂紫金身，示现大法藏。庄严七宝几，重叠九霞帐。光如百千日，晃耀不容望。想初法王子，运力摄诸匠。瓌材发神秘，妙斵出智创。风流蜀居士，翰墨老弥壮。雷霆大地底，音乐诸天上。犹疑三十二，不具梵音相。不知一点真，正胜千语浪。呜呼五因縁，语绮反成谤。我今独何幸，相见问无恙。文殊本无二，何处觅真妄。广修香火供，获脱烦恼障。天龙想惊喜，诃卫日归向。已觉海潮音，人天会方丈。（《山林长语》）
以上二条原在城市门，今移改。臣等谨按：旃檀佛像源流，元明以来惟程巨夫所记甚详，其言自西土至龟兹寻入中国，自是而凉州而长安而江南而淮南，复自淮南至江南，由汴京而至燕京，复自上京还燕京，皆有年岁可考。其系干支者，与历代年表颇相合。明万历间，释绍乾作《瑞像来仪记》，虽亦原本巨夫之说，而纪年讹舛甚多，如周穆王五十一年为庚午，而绍乾误作壬申，元太祖即位十二年为丁丑，至世祖至元十二年乙亥计五十九年，而绍乾误作一十九年，其不及程记之足据明矣。又绍乾记谓像自金时至燕京，初居悯忠寺，又北至上京大储庆寺，复还燕京居于内殿。及元代，因内殿火，像移圣安寺，后迎入万寿山仁智殿，嗣复移奉大圣寿万安寺。明初，自万安寺迁庆寿寺。嘉靖间，寺毁，迁鹫峰寺。所记金元时事，与程记略同，惟绍乾云像初居悯忠寺，而程记作圣安寺，今考悯忠寺并无瑞像遗迹，而圣安寺则有笵铜瑞像，并刻像于碑，与旃檀像相髣髴，碑为明僧通月记，亦止言居圣安而不言悯忠，则绍乾记之不及程记益明矣。考圣安寺，明正统间改为普济寺，寺有二碑，详修葺始末，阅年既久，颓圯特甚，兹奉勅重修，复以圣安为名。其寺中旧有铜像，视旃檀像较小，不足传信，特命迎奉大内诏所司虔选旃檀肖瑞像雕制，还之圣安寺，以存旧迹，其功徳益不可思议矣。
又按：仁智殿应在今白塔山，其遗址已无可考。至大圣寿万安寺，即今妙应寺，庆寿寺，即今双塔寺，俱无瑞像源委。两寺皆系烬后重修，其不复有踪迹可寻，固无足怪。惟鹫峰寺，今为西长安门西之卧佛寺，本朝康熙四年自鹫峰寺移奉弘仁寺，见于圣祖仁皇帝御制碑记，则鹫峰为像所经历，信而可征。今瑞像供奉弘仁寺中，庄严相好，经久长新，寺因是并有旃檀之名。若夫瑞像因縁，自有圣祖御碑足以传信，万世来仪记之传闻异辞，乃缁流考订之疎，更无庸深辨矣。

光绪二十六年（1900年）春，义和团于弘仁寺（旃檀寺）及大光明殿设坛练拳，这两个坛遂成为义和团火攻西什库教堂的后援据点。与此同时，被义和团抓住的“二毛子”（洋教徒）嫌疑者均被集中在这两个坛“焚表明心”，若焚表不“起”（就是焚烧疏表的时候，火焰未能借空气喷出）或烧香时烧不出“主香”（就是燃烧一股高香时，其中无不倒不化的香炷），即确认此人是“二毛子”，立斩无赦。这两个坛成了义和团“老团”的核心。同年八月，八国联军攻入北京之后，便当即占领了这两个坛。为了进行报复，八国联军乃纵火烧毁了弘仁寺与大光明殿及其附属殿宇。当时，弘仁寺（理藩院喇嘛印务处所在地）、仁寿寺、大光明殿、天元阁、四师庙等均被焚毁，弘仁寺在法国兵纵火时“僧众死有八九”。

## 建筑
弘仁寺坐北朝南。该寺南面有一座戏台，坐南朝北同山门呼应。山门外东西两侧各有一木制牌楼。西牌楼额书“普度能仁”，东牌楼额书“广恩敷化”。
山门内有石桥三座，桥下是方形水池，池中水来自寺东的北海。池北为天王殿，殿前东西分别有钟楼、鼓楼。
天王殿后为慈仁宝殿，殿前两旁有配殿，东配殿为弼教殿，西配殿为翊化殿。
在慈仁宝殿与大雄宝殿之间，有藏式佛塔一座。塔前立有石碑多通。
塔后为大雄宝殿，其左右两侧各有一座经房。殿前有东西配殿，东配殿为普慧殿，西配殿为觉德殿。

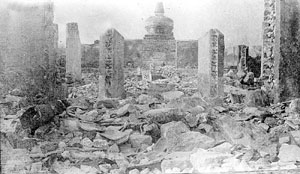
刚被焚毁后的弘仁寺
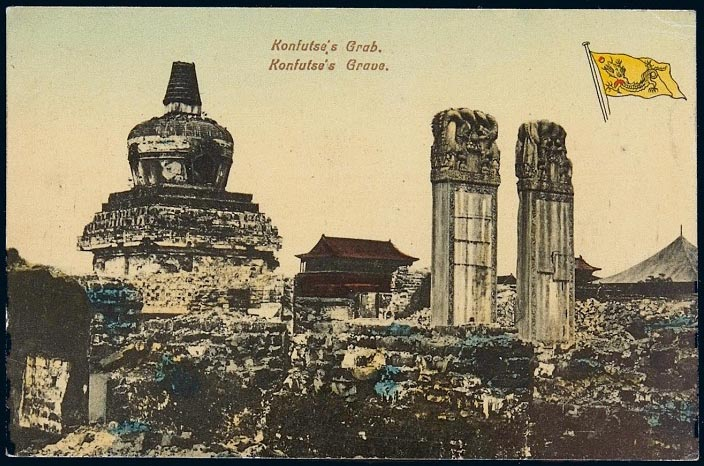
清代龙旗图风光明信片中的弘仁寺。远处建筑为北海万佛楼，图片右侧建筑为北海小西天
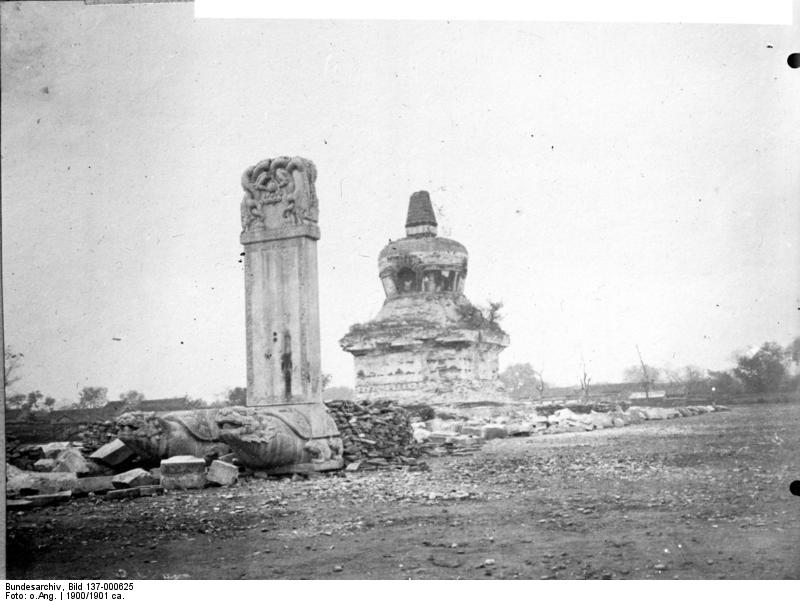
大约1900年至1901年拍摄的弘仁寺

## 旃檀佛
康熙四年（1665年），西单鹫峰寺内的一尊旃檀佛被移入弘仁寺。传说该佛像是由西域工匠制做，用旃檀木雕刻的释迦牟尼立像，所以弘仁寺又俗称“旃檀寺”。旃檀佛高大约五尺，《金鳌退食笔记》称，“旃檀佛扣之声铿訇若金石，入水不濡，轻如髹漆。晨昏寒暑，其色不一。”1900年弘仁寺被焚毁，旃檀佛下落不明。